# Nemeritis specularis
Nemeritis specularis är en stekelart som beskrevs av Horstmann 1975. Nemeritis specularis ingår i släktet Nemeritis och familjen brokparasitsteklar.

## Underarter
Arten delas in i följande underarter:
- N. s. ruficoxalis
- N. s. anatolica
- N. s. indica